# Giovanni Battista Donati
Pour les articles homonymes, voir Donati.
Giovanni Battista Donati (Pise, 16 décembre 1826 – Florence, 20 septembre 1873) est un scientifique italien qui fut astronome au XIXe siècle.

## Biographie
Giovanni Battista Donati étudia à l'université de sa ville natale, Pise, puis rejoignit l'équipe de l'observatoire de Florence en 1852. Il en fut nommé directeur en 1859 succédant à  G. B. Amici.
Donati inaugura l'étude spectroscopique des comètes pour déterminer leur composition physique, découvrant que le spectre d'une comète changeait en approchant du Soleil et que l'échauffement lui faisait émettre sa propre lumière plutôt que de réfléchir la lumière solaire : il conclut que la composition des comètes était, au moins en partie, gazeuse. Donati fut également un pionnier de l'étude spectroscopique des étoiles et du Soleil.
Entre 1854 et 1864, il découvrit six nouvelles comètes, dont la spectaculaire Comète Donati (C/1858 L1), trouvée le 2 juin 1858.
Donati présenta en 1869, ses premiers travaux de la construction, à podere della Cappella, d'un nouvel observatoire devant l'assemblée d'astronomes venus pour la mesure de l'arc du méridien.
L'observatoire fut inauguré trois ans plus tard, le 27 octobre 1872, mais sans Donati qui s'était fracturé une jambe et un bras (sur cet emplacement s'élève aujourd'hui une tour solaire).
Donati s'engagea dans la gestion du nouvel observatoire mais il fut interrompu dans ses travaux l'année suivante, mort du choléra qu'il avait attrapé lors d'une conférence  scientifique à Vienne.

## Distinctions
- Le cratère Donati (en) sur la Lune
- L'astéroïde (16682) Donati